# Jan Van Royen
Jan Frans Van Royen was een Belgisch politicus.

## Levensloop
Hij werd in april 1858 aangesteld als burgemeester van Aartselaar. Hij volgde in deze hoedanigheid de overleden Karel de Crane d'Heysselaer op. Zelf werd hij in januari 1861 opgevolgd door Jan Luytgaerens.